# Helena (Vorname)
Helena ist ein weiblicher Vorname.

## Herkunft und Bedeutung
Beim Namen Helena handelt es sich um die latinisierte Form des griechischen Namens Ἑλένη Helénē.

## Verbreitung
Der Name Helena erfreut sich international großer Beliebtheit.
In Belgien ist der Name seit den 1990er Jahren geläufig. Im Jahr 2001 erreichte er erstmals eine Top-100-Platzierung, verließ diese Hitliste jedoch im Jahr 2005 für zwei Jahre. Inzwischen hat er sich im Mittelfeld der 100 beliebtesten Mädchennamen des Landes etabliert und stand im Jahr 2022 auf Rang 69 der Hitliste.
In Brasilien zählte Helena schon zu Beginn des 20. Jahrhunderts zu den meistgewählten Mädchennamen. Von den 1960er bis in die 1990er Jahre sank die Popularität des Namens, nimmt seitdem jedoch wieder zu. Im Jahr 2022 war Helena nach Maria Alice der am zweithäufigsten vergebene Mädchenname des Landes. Auch in Portugal zählt der Name zu den beliebtesten Mädchennamen. Im Jahr 2018 stand er auf Rang 39 der Hitliste.
In Kroatien hat sich der Name in der Top-50 der Vornamenscharts etabliert und belegte im Jahr 2022 Rang 39.
Die Popularität des Namens Helena wuchs in Polen seit der Jahrtausendwende kontinuierlich. Während er im Jahr 2000 noch Rang 104 der Vornamenscharts belegte, erreichte er im Jahr 2022 bereits Rang 20.

### Deutscher Sprachraum
In Österreich zählt Helena seit 2006 zur Top-50 der Vornamenscharts und belegte im Jahr 2022 Rang 24 der Hitliste.
In der Schweiz erreichte der Name im Jahr 2012 erstmals eine Top-100-Platzierung. Zuletzt stand er auf Rang 89 der Charts.
In Deutschland ist der Name bereits seit den 1940er Jahren geläufig. Bis in die 1990er Jahre hinein blieb seine Popularität stark schwankend. Seit den 2000er Jahren hat sie sich stabilisiert und der Name wird immer häufiger vergeben. Im Jahr 2022 belegte er Rang 46 der Hitliste. Besonders häufig wird der Name in Thüringen und Bayern gewählt.

## Namenstage
- 3. Februar: nach Maria Helena Stollenwerk
- 26. April: nach Helene Leuther
- 18. August: nach Helena, der Mutter Konstantins des Großen

## Varianten
- Französisch: Héléna
- Lettisch: Helēna
- Samisch: Helená
- Ungarisch: Hélena

Für weitere Varianten: siehe Helene#Varianten

## Bekannte Namensträger

### Einzelname
- Helena (Mutter Konstantins des Großen) (* 248/250; † 330), Mutter Konstantins des Großen
- Helena von Ägypten (4. Jahrhundert v. Chr.), Malerin der Antike, siehe Helene (Malerin)
- Helena (Tochter Konstantins des Großen) († 360), die Tochter Konstantins des Großen und spätere Frau Julians
- Helen of Caernarfon, walisische Heilige und Legendenfigur (walisisch: Elen Luyddawg)
- Helena (Gnosis), in einigen von der Gnosis beeinflussten Geschichten eine Begleiterin des Zauberers Simon Magus
- Helena von Dänemark (* um 1180; † 1233), Erbin von Garding und durch Heirat Herzogin von Lüneburg
- Helena von Znojmo (um 1141 – um 1205), böhmische Prinzessin und polnische Fürstin
- Helena von Österreich (1543–1574), Erzherzogin von Österreich sowie Mitbegründerin und Nonne des Damenstifts in Hall in Tirol
- Helena von Großbritannien und Irland (1846–1923), fünftes Kind von Königin Victoria von Großbritannien und Prinz Albert
- Helena Antonia (1550–1595), belgische bärtige Hofzwergin
- Helena Victoria von Schleswig-Holstein (1870–1948), Mitglied der britischen königlichen Familie und eine Enkelin der Königin Victoria
- Helena von Schleswig-Holstein-Sonderburg-Glücksburg, durch Heirat Prinzessin von Dänemark
- Helena (Sängerin)  (* 2002), belgische Singer-Songwriterin

### Vorname
- Helena Adler (1983–2024), österreichische Schriftstellerin und bildende Künstlerin
- Helena Petrovna Blavatsky (1831–1891), US-amerikanische Okkultistin deutsch-russischer Herkunft
- Helena Bonham Carter (* 1966), britische Schauspielerin
- Helena Christensen (* 1968), dänisches Fotomodell
- Helena Ekholm (* 1984), schwedische Biathletin
- Helena Fibingerová (* 1949), tschechische Kugelstoßerin
- Helena Jansson (* 1985), schwedische Orientierungsläuferin
- Helena Johnová (1884–1962), tschechische Keramikerin und Bildhauerin
- Helena Josefsson (* 1978), schwedische Sängerin und Songwriterin
- Helena Kadare (* 1943), albanische Schriftstellerin, Drehbuchautorin und Übersetzerin
- Helena Mikulíková (* 1987), slowakische Fußballnationalspielerin
- Helena Noguerra (* 1969), belgische Sängerin, Schauspielerin und Schriftstellerin
- Helena Oleska (1875–1969), polnische Opernsängerin (Mezzosopran)
- Helena Pieske (* 2007), deutsche Schauspielerin
- Helena Rapaport (* 1994), schwedische Skirennläuferin
- Helena Roerich (1879–1955), russische Schriftstellerin
- Helena Rubinstein (1872–1965), US-amerikanische Kosmetikunternehmerin, Pionierin der Kosmetikentwicklung und Mäzenin
- Helena Suková (* 1965), tschechische Tennisspielerin
- Helena Alexandrowna Timofejew-Ressowski (1898–1973), russische Genetikerin
- Helena Vondráčková (* 1947), tschechische Sängerin und Schauspielerin
- Helena Waller (* 1966), schwedische Freestyle-Skierin